# 하우스풀
하우스풀(Housefull)은 인도에서 제작된 사지드 칸 감독의 2010년 코미디 영화이다. 악쉐이 쿠마르 등이 주연으로 출연하였다.

## 출연

### 주연
- 악쉐이 쿠마르
- 리테쉬 데쉬무크